# Vov

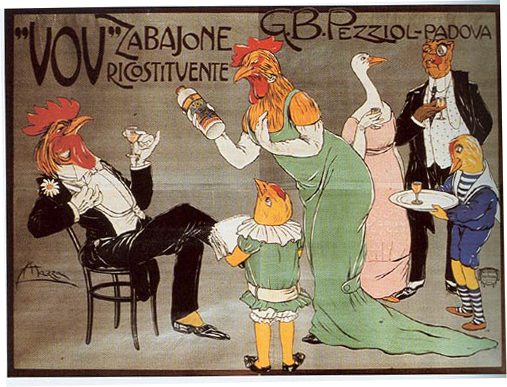
Werbeschild für Vov-Zabajone (Aldo Mazza, 1910)

Vov ist ein italienischer Eierlikör mit Ursprung in Venetien. Der Name Vov leitet sich von der venetischen Bezeichnung vovi für Eier ab.
Ein auf rohem Eigelb und Marsala basierendes Getränk Vov ist bekannt. Mitte des 19. Jahrhunderts wurde es vom italienischen Unternehmen Gian Battista Pezziol aus Padua auf den Markt gebracht, hergestellt nach traditionellen Rezepten für Zabaglione, welches im Hausgebrauch nicht nur als Nachtisch, sondern auch als Stärkungsmittel für Invalide und ältere Menschen gereicht wurde. Es sind auch Rezepte bekannt, die Vov aus ganzen Eiern herstellen, einschließlich der Eierschalen, die so lange in Zitronensaft eingelegt werden, bis sie sich aufgelöst haben.

## Geschichte
Nach dem kommerziellen Vertrieb des reichhaltigen Likörs wuchs besonders in Norditalien dessen Popularität während der langen Winter dieser Region. Während des Ersten Weltkriegs wurde Vov in Zeitungen mit angeblich gesundheitlichen Vorteile beworben. Eine Anzeige zeigte eine Mutter, die einem Kleinkind eine Tasse reicht; eine andere Anzeige stellte einen grinsenden Amor dar, der eine Flasche Vov zu einer Schlafzimmertür trägt, was aphrodisierende Kräfte andeutete. Ein Drittel der Werbung empfahl Vov für Rekonvaleszente und Kranke. Ein Plakat des italienischen Illustrators Aldo Mazza (1880–1964) für Vov Pezziol stellte 1910 eine Satire der bürgerlichen Familie dar, die mit ihrer außergewöhnlichen Hühner-Gruppe dem Anthropomorphismus von Walt Disney und dem von Savinio vorausging.
Der italienische Regierungschef Benito Mussolini folgte 1923 offenbar einer spontanen Neigung zu den modernen Systemen der Massenindoktrinierung, als er seine Unterschrift unter eine Werbung für die Eierlikör-Marke Vov Pezziol setzte; der von ihm genehmigte Werbespruch lautete: "Il Vov lo prendevo tutte le mattine a Milano , è uno dei prodotti piú squisiti" (=Vov nahm ich jeden Morgen in Mailand zu mir, es ist eines der exquisitesten Produkte).
Noch in den 1960er Jahren lobte eine Zeitungsanzeige, dass der Genuss von Vov den Körper gegen Influenza stärke. Sein Image als energetisierendes Getränk machte Vov in den italienischen Alpen zu einem beliebten Après-Ski-Getränk, oft heiß serviert als „Vov caldo“. 1967 sponserte die Marke Vov eine Schneeschlitten-Rennen und konnte Aufmerksamkeit erzielen, als ihr Team einen Geschwindigkeitsweltrekord aufstellte. Vov wurde Anfang der 1900er Jahre in die Vereinigten Staaten von Amerika importiert, wo es nur in kleinen Mengen verkauft wurde. In den 1990ern fand Vov in italienischen Kaffeehäusern von San Francisco in North Beach und in italienischen Restaurants in der Bay Area Anklang. Das US-Amt für Alkohol, Tabak und Schusswaffen (ATF) soll angeblich verlangt haben, dass Vov als „Likörimitat“ umbenannt werden müsse. Die Begründung der Agentur war, dass es sich bei Vov um ein Nachahmungsprodukt handele, da es mit Vanillin und nicht mit natürlicher Vanille aromatisiert sei. Der Importeur soll daraufhin Vov vom US-Markt genommen und einige Monate nicht mehr importiert haben, schließlich soll die ATF jedoch nachgegeben haben, und das Etikett von Vov blieb unverändert. Sein Kultstatus in italienischen Restaurants, insbesondere in der Bay Area, beruht ironischerweise auf der in Italien unbekannten Verwendung in Kaffee und als Cappuccino con Vov.

## Beschreibung und Verwendung
Vov kann kalt oder warm serviert werden. Vor Gebrauch ist die Flasche zu schütteln, da Vov keine Emulgatoren enthält und ausflockt. Die übliche undurchsichtig weiße Glasflasche dient sowohl zum Schutz vor Sonnenlicht als auch der Verschleierung seines mitunter unappetitlichen Aussehens. Vov wird immer noch aus frischem Eigelb und den anderen traditionellen Zabaglione-Zutaten hergestellt. Es ist in Bars in Norditalien zu finden und wird heiß serviert, indem man die entsprechende Menge in einem Wasserbad erwärmt oder mit dem Dampfrohr einer Espressomaschine zu Schaum dampft. Vov wird auch on the rocks oder als Shot bei Zimmertemperatur serviert. Nach dem Öffnen kann Vov unbedenklich bei Raumtemperatur aufbewahrt werden, da sein 17,8-prozentiger Alkoholgehalt die Eiermischung konserviert.

## Zubereitung

### Aus Eigelben
Für die Herstellung von Vov (Zabaglione-Likör) werden Eigelbe mit Zucker aufgeschlagen. Sobald es cremig ist, langsam warme Vollmilch hinzufügen und dann abkühlen lassen. Vanilleschote, Marsalawein und Alkohol wird eingerührt. Die Mischung muss einige Tage an einem kühlen, trockenen Ort ziehen. Dann wird die Vanilleschote entfernt und der Likör in Glasflaschen umgefüllt. Neben Marsala werden manchmal auch Cognac und Zimt verwendet.

### Aus ganzen Eiern
In einem Glasgefäß mit Deckel lässt man die rohen Eier mit Schale mindestens 10 Tage lang im Saft von ebenso vielen Zitronen wie die Anzahl der Eier mazerieren, bis sich die Eierschalen im Zitronensaft aufgelöst haben und das Eigelb übrig bleibt. Diese Masse wird mit frischer Milch, Zucker und Alkohol zu einer Creme vermischt und nochmals 15 Tage ziehen gelassen. Der Vov wird in einer undurchsichtigen Glasflasche aufbewahrt.